# ترابيست-1d
ترابيست-1 دي (بالإنجليزية: TRAPPIST-1d)‏ هو كوكب خارج المجموعة الشمسية، في كوكبة الدلو، يدور حول النجم القزم فائق البرودة ترابيست-1، تبلغ فترته المدارية 4.05 يوم.

## الاكتشاف
أكتشف في 2 مايو 2016، وكانت طريقة الاكتشاف عبور فلكي.

## النظام الكوكبي
| رفيق (بترتيب النجوم) | كتلة         | نصف محور (AU)               | الفترة المدارية (يوم) | انحراف | ميلان         | نق                |
| -------------------- | ------------ | --------------------------- | --------------------- | ------ | ------------- | ----------------- |
| ترابيست-1 دي         | 0.41±0.27 م⊕ | 0.021 ± 0.006 (3.14 mln km) | 4.049610 ± 0.000063   | <0.070 | 89.75 ± 0.16° | 0.772 ± 0.030 أر⊕ |